# Joyeux Noël, Merry Christmas
Joyeux Noël, Merry Christmas (My Gal Sunday) est un recueil américain de nouvelles policières de Mary Higgins Clark, paru en 1996.
L'ouvrage est traduit en français la même année par Anne Damour et publié aux Éditions Albin Michel.

## Présentation
Ce recueil contient quatre aventures policières qui ont pour héros Henry Parker Britland, ancien président des États-Unis et sa jeune épouse Sandra, surnommée Sunday, membre du Congrès, qu'il a rencontrée à la fin de son second mandat de président. Lui est issu d'une illustre et riche famille et elle est la fille d'un conducteur de locomotives qui a dû travailler pour payer ses études d'avocat.

## Liste des nouvelles du recueil

### Un crime passionnel
Thomas Acker Shipman, ancien secrétaire d’État et ami de Henry Parker Britland est accusé du meurtre de sa jeune femme. Son avocat l'incite à plaider coupable en comptant sur l'indulgence du jury pour un crime passionnel. Cependant, l'ancien président et sa femme ne croient pas à la culpabilité de Thomas et mènent leur propre enquête.

### On a enlevé la femme du Président
Sunday, l'épouse de l'ancien Président est enlevée. Pour sa libération, le ravisseur exige qu'un ancien terroriste, mercenaire et tueur à gage, condamné à perpétuité, soit libéré et conduit, dans le nouvel avion présidentiel, à un lieu qui sera précisé ultérieurement. Le nouveau président des États-Unis met en œuvre tous les moyens de l'état pour obtenir la libération et l'ancien président annonce qu'il pilotera lui-même le supersonique. Pendant ce temps, Sunday, enfermée et ligotée dans une cave, s'efforce d'identifier son ravisseur d'après la chevalière qu'il porte.

### Ohé du Columbia!
L'ex-président a acheté aux enchères le Columbia, un yacht qui appartenait à sa famille quand il était enfant. C'est sur ce yacht qu'a disparu le Premier ministre du Costa Barria, Del Rio, ami de son père. Sa veuve lui a succédé comme Premier-ministre mais en transformant la démocratie en dictature. Elle cherche par tous les moyens à récupérer des documents cachés sur le Columbia. Mais c'est sans compter sur la perspicacité de Henry et Sunday. 

### Joyeux Noël, Merry Christmas
Deux jours avant Noël, un enfant de cinq ans ne parlant que le français est enlevé mais, à la suite d'un accident de voiture, il s'enfuit. Se retrouvant dans la propriété des Britland, il est provisoirement recueilli par le couple, qui s'étonne qu'il ne parle pas et qu'aucun enfant disparu ne corresponde à son signalement.

## Adaptation
- 2014 : Disparitions suspectes (My Gal Sunday), téléfilm américain réalisé par Kristoffer Tabori, adaptation de ce recueil par le scénariste Howard Burkons[1].